# Langreo
Langreo (asturisch Llangréu) ist eine Stadt in der nordspanischen Autonomen Gemeinschaft Asturien, die eine Concejo (in Asturien und Galicien entsprechen die Concejos den Municipios im übrigen Spanien) genannte Stadtgemeinde bildet. Langreo hat 38.282 Einwohnern (Stand: 2024) und eine Größe von 82,46 km². Der Ort besteht aus verschiedenen Kirchspielen (Stadtteilen), von denen La Felguera mit 22.000 Einwohnern und Sama mit 12.000 Einwohnern die wichtigsten sind. Der Río Nalón durchfließt Langreo.

## Geschichte

### Römerzeit und Mittelalter
Langreos Gründung geht wohl auf die  Römer zurück, diese hatten hier eine bedeutende Straße gebaut, um die abgebauten Bodenschätze zu transportieren. Noch immer bestehen Brücken, und Fragmente der Straße, welche bis heute benutzt werden. Zwei Kastelle, Pico Castiello in Ciaño und in Riaño wurden gebaut um diese Straße zu schützen. 857, übergab Ordoño I. die Gemeinde an das  Erzbistum Oviedo, hier wurde der Name Langueyo erstmals urkundlich erwähnt. das Erzbistum stiftete der Gemeinde daraufhin die Kirchen (Iglesias) Santa Eulalia, San Cosme und San Damián (wohl auch um die um ihren Einfluss bangenden Handelshäuser zu besänftigen). 1075, erhob Alfons VI. neue Steuern, was auch das Erzbistum Oviedo (und somit auch seine Gemeinden) betraf; Die ungeliebte Königin Urraca bestätigte diese Steuern. Das Erzbistum weigerte sich jedoch diese Steuern zu bezahlen, woraufhin ein Embargo über die betroffenen Gemeinden verhängt wurde. Unter der Fahne von Langreo rebellierten daraufhin 10 Kadetten gegen die Krone und schlossen sich dem Cid an.

### Neuzeit

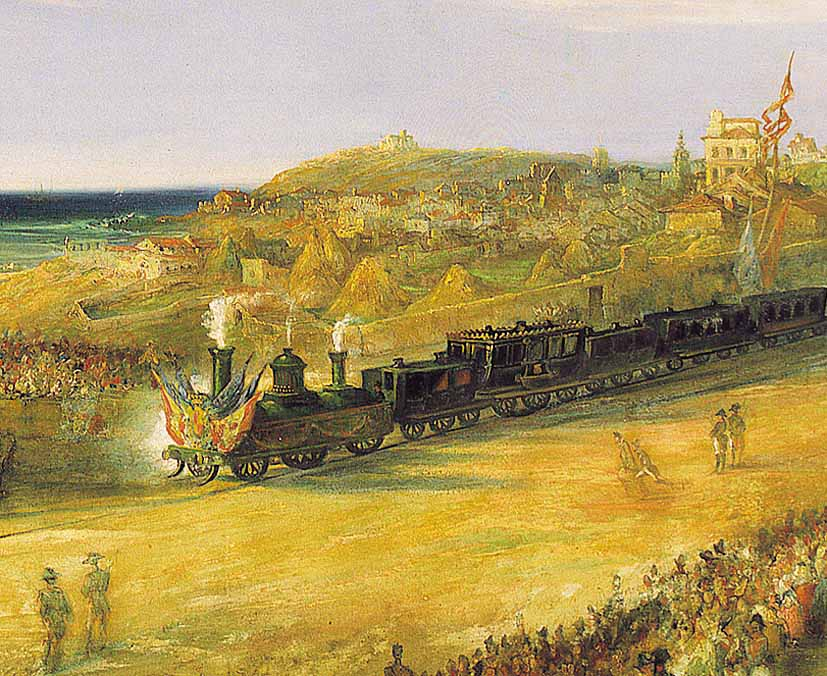
„Ferrocarril de Langreo“

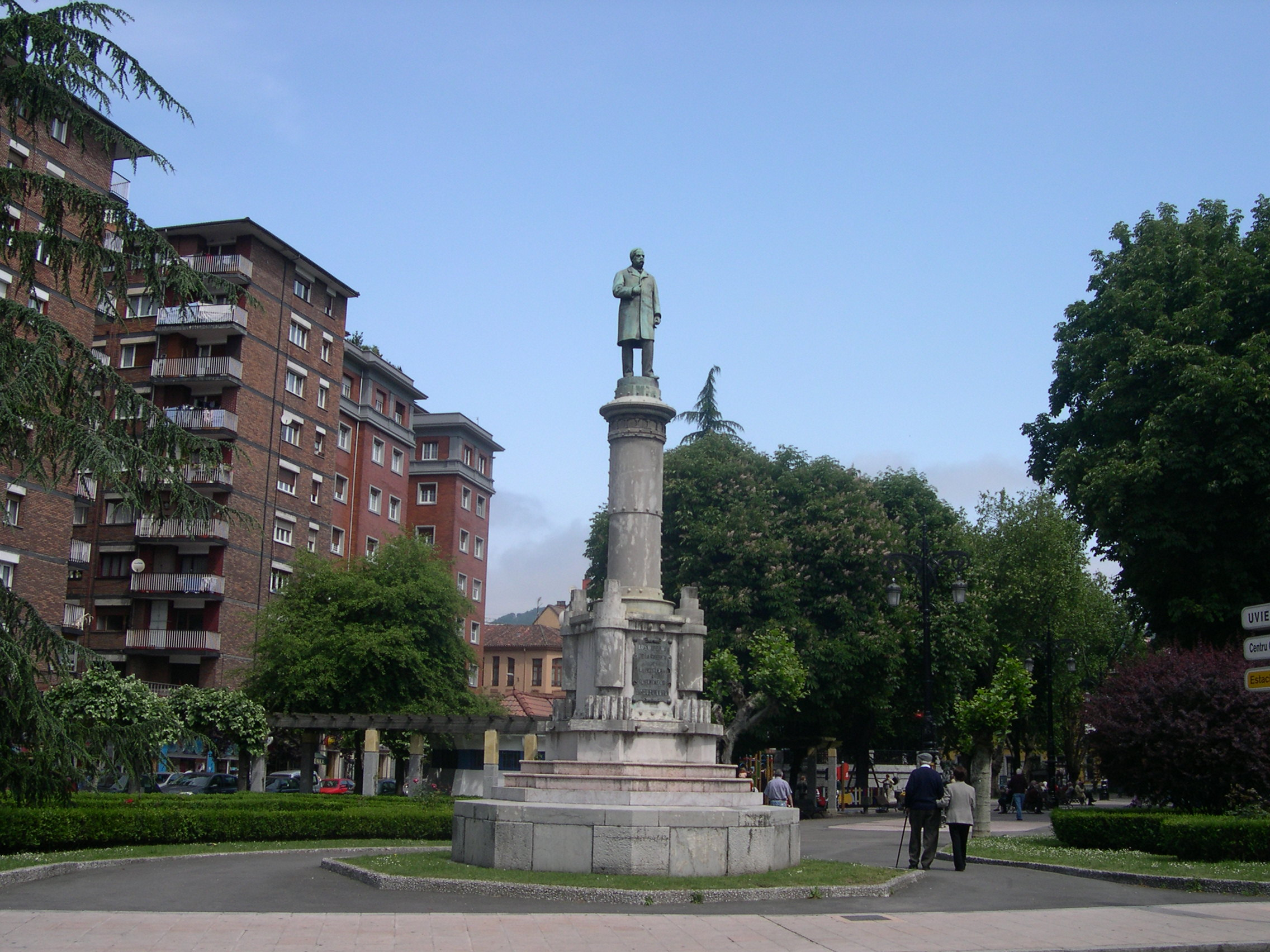
Denkmal des Pedro Duro

Während des spanischen Freiheitskrieges war die Gemeinde Auf- und Durchmarschgebiet. Französische Truppen brannten die Kirche San Lorenzo del Puente nieder. Während der Carlistenaufstände brannte 1874 das gesamte Stadtarchiv nieder.
Im 18. Jahrhundert trat Langreo dem „Minengürtel“ (Cuencas Mineras Asturianas – ein Verbund der Bergbau betreibenden Gemeinden) bei. Die wachsende Industrialisierung führte unter anderem zur Gründung der noch heute existierenden Firmen Duro Felguera, S.A. (Gründer: Pedro Duro) und den „Fábrica de La Felguera“ (Leinenproduktion und Verarbeitung). In den folgenden Jahren wurde eine eigene Eisenbahnstrecke, die „Ferrocarril de Langreo“, begründet, welche die Strecke Langreo – Gijón bediente. Teile der Strecke und der „Industriepark“ Felguera wurden 1960 durch die UNESCO unter Schutz gestellt.
Im Spanischen Bürgerkrieg wurden am 31. August 1936 mehrere Geistliche im Ort ermordet.

### Wappen
- oben: Engelskreuz
- links unten: Emblem der „infanzones“ von Langreo (die zehn Kadetten)
- rechts unten: das Siegeskreuz über den Symbolen der Industrie und des Bergbaues

## Geographie

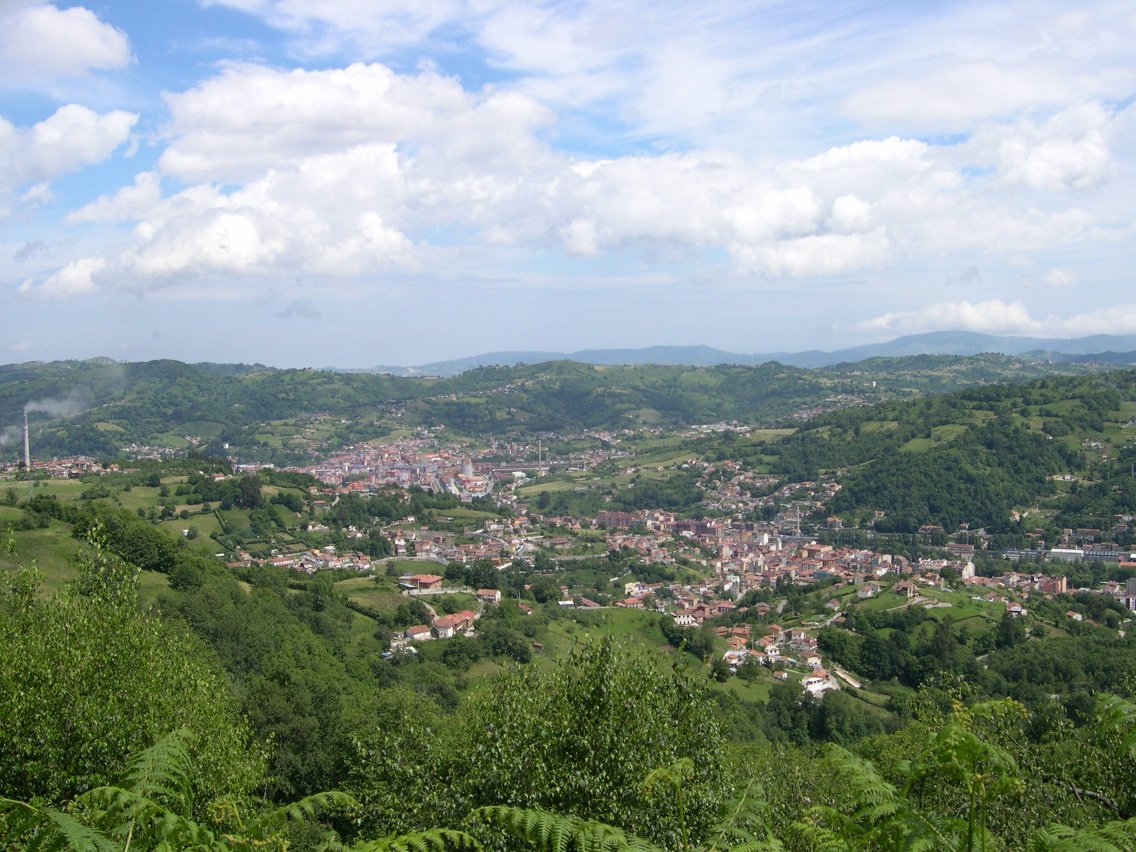
Das Tal von Langreo

### Geologie
Kalkstein und Schiefer, sind die beherrschenden Gesteinsformationen.
Die Bergzüge der Sierra de la Rondiz sind typisch für diesen Teil Asturiens.

### Flüsse und Seen
Der Rio Candin und der Rio Villar sind die größten Flüsse der Gemeinde. Der Rio Villar ist auch eine natürliche Gemeindegrenze zum angrenzenden San Martín del Rey Aurelio.

## Wirtschaft
Die Landwirtschaft konzentriert sich auf den Anbau von Weizen, Hanf und Obst. Langreo und die Region des „Minengürtels“ (Cuencas Mineras) verfügt über wichtige Kohle- und Eisenminen, die Stahlindustrie und Fabriken für die Herstellung von Leinen sind noch heute die größten Arbeitgeber der Gemeinde.
| TOTAL | 13.924 | 100   |
| Ackerbau, Viehzucht und Fischerei                                                                              | 65     | 0,47  |
| Industrie | 3.861  | 27,73 |
| Bauwirtschaft                                                                                                  | 1.006  | 7,22  |
| Dienstleistungsbetriebe                                                                                        | 8.992  | 64,58 |
| * Daten aus dem Statistischen Amt für Wirtschaftliche Entwicklung in Asturien, Stand 2009 (PDF; 109 kB), SADEI |        |       |

## Verkehr
- Nächster Flugplatz: Flughafen Asturias in Oviedo.
- Von Gijón oder der Provinz León kommend auf der AS-1, bei Kreuz Langreo auf die AS-111, die Ausfahrt Langreo ist 2,5 km entfernt.
- Haltestellen der FEVE sind in jedem Ort.

## Bevölkerungsentwicklung
|             |
| Quelle: INE |

## Politik
Die Aufteilung der 21 Sitze im Gemeinderat ist wie folgt:
| Partei         | 1979 | 1983 | 1987 | 1991 | 1995 | 1999 | 2003 | 2007 | 2011 | 2015 |
| -------------- | ---- | ---- | ---- | ---- | ---- | ---- | ---- | ---- | ---- | ---- |
| PSOE           | 10   | 14   | 10   | 11   | 8    | 9    | 8    | 10   | 7    | 6    |
| CD / AP / PP   | 2    | 5    | 4    | 4    | 7    | 5    | 6    | 6    | 4    | 3    |
| PCE / IU-BA    | 7    | 6    | 7    | 9    | 10   | 11   | 7    | 5    | 4    | 6    |
| UCD / CDS      | 6    |      | 4    | 1    |      |      |      |      |      |      |
| FAC            |      |      |      |      |      |      |      |      | 4    |      |
| FDLI           |      |      |      |      |      |      |      |      | 2    |      |
| SOMOS LLANGRÉU |      |      |      |      |      |      |      |      |      | 5    |
| C`s            |      |      |      |      |      |      |      |      |      | 1    |
| Total          | 25   | 25   | 25   | 25   | 25   | 25   | 21   | 21   | 21   | 21   |

## Parroquias
Langreo ist in acht Parroquias unterteilt:
- Barros
- Ciaño
- La Felguera
- La Venta
- Lada
- Riaño
- Sama
- Tuilla

## Sehenswertes

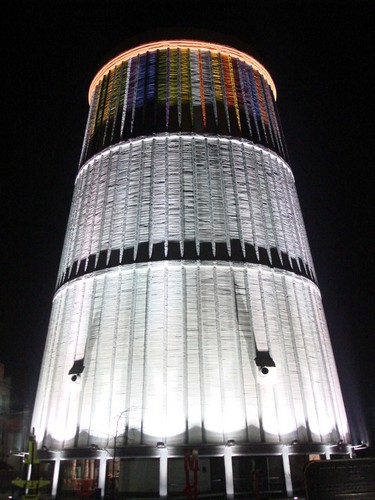
Industriemuseum

- Kirche San Esteban in Ciaño, aus dem 13. Jahrhundert
- Kirche Santuario del Carbayu wo im 18. Jahrhundert eine Marienerscheinung stattgefunden haben soll.
- Kirche ISantiago Apóstol in Sama, während der Revolution 1934 zerstört, im neugotischen Stil wieder aufgebaut.

### Museen
- Industriemuseum (Museo de la Siderurgia de Asturias) in La Felguera
- Bildersammlung (Pinacoteca Eduardo Úrculo) in La Felguera

## Persönlichkeiten
- David Villa (* 1981), Fußballspieler
- Manuel Mejuto González (* 1965), Fußballschiedsrichter
- Pablo Antón Marín Estrada (* 1966), Schriftsteller